# Confédération Internationale des Sociétés d’Auteurs et Compositeurs

Logo der CISAC

Die Confédération Internationale des Sociétés d´Auteurs et Compositeurs (französisch; kurz CISAC; deutsch: Internationaler Verband der Gesellschaften der Schriftsteller und Komponisten) ist ein internationaler Dachverband der Verwertungsgesellschaften mit Sitz in Neuilly-sur-Seine.

## Geschichte
Die CISAC wurde 1926 in Paris gegründet. Die ersten jährlichen Konferenzen fanden danach in Rom, Madrid, Budapest, London, Wien, Kopenhagen, Warschau, Sevilla und Berlin statt. An der 13. Konferenz 1938 in Stockholm nahmen 52 Organisationen aus 29 Staaten teil.
1994 vereinnahmten die Mitgliedsgesellschaften Tantiemen und Entgelte in Höhe von etwa fünf Milliarden US-Dollar. Im Juni 2018 umfasste sie 238 Mitgliedsorganisationen in 121 Ländern, die rund drei Millionen Urheber (creators) und Verleger (publishers) aus den Bereichen Musik, Literatur, Film und bildende Kunst vertreten. Die Summe der Tantiemen und Gebühren betrug 2009 über sieben Milliarden Dollar, die Steigerung gegenüber dem Vorjahr belief sich auf 1,7 %.
Am 29. Mai 2020 wurde Björn Ulvaeus zum Präsidenten der CISAC gewählt. Er übernahm das Amt von seinem Vorgänger Jean-Michel Jarre.

## Weblink
- Offizielle Website (englisch)